# Nederlands daklozenteam
Het Nederlands team voor dak- en thuislozen is een team van voetballers zonder vaste woon- of verblijfplaats dat Nederland vertegenwoordigt in internationale wedstrijden. De gebruikelijke bijnaam van dit elftal is Dakloos Oranje. Dakloos Oranje nam een aantal keren deel aan de Wereldkampioenschappen voetbal, georganiseerd door het Internationale Netwerk van Daklozenkranten, waar ze tijdens het WK in 2003 de bronzen medaille veroverden.

## Erelijst
- Wereldkampioenschap

Bronzen medaille: 2003

## WK historie
| - 2003 - 3e plaats - 2004 - 12e plaats - 2005 - 14e plaats |  | - 2006 - 14e plaats - 2007 - 25ste plaats |

## Bekende (ex-)spelers
- Marcel Brouwer
- Aidan Boelens